# Göran Karlsson (filolog)
Göran Johannes Karlsson, född 12 juli 1917 i Pargas, död 11 september 2003 i Lundo, var en finländsk filolog. Han var far till Fred Karlsson. 
Karlsson blev student 1934, filosofie kandidat 1943, filosofie magister 1948 samt filosofie licentiat och filosofie doktor 1957. Han var tillförordnad lektor i finska vid Åbo Akademi och Handelshögskolan vid Åbo Akademi 1945–1952 och ordinarie lektor 1952–1963. Han tilldelades lärostolen i finska språket och litteraturen vid Åbo Akademi 1964 och var därmed den första finlandssvenska professorn i ämnet vid akademin, en befattning som han innehade till 1980. Som forskare behandlade han främst nufinskans problematik, bland annat dess pluralbruk, numerusbruk, objekt och formlära. Han verkade som huvudredaktör för Stora svensk-finska ordboken (tre band, 1982–1987).